# Grand Prix-wegrace van Frankrijk 1969
De Grand Prix-wegrace van Frankrijk 1969 was de derde Grand Prix van het wereldkampioenschap wegrace voor motorfietsen in het seizoen 1969. De races werden verreden op 18 mei op het Circuit Bugatti nabij Le Mans. Alle klassen met uitzondering van de 350cc-klasse kwamen aan de start. 

## Algemeen
De Franse Grand Prix werd met slecht weer verreden en trok slechts 15.000 toeschouwers.

## 500cc-klasse
In Frankrijk mocht Kel Carruthers met zijn fabrieks-Aermacchi Ala d'Oro 382 één ronde aan de leiding rijden. Toen begon het hevig te regenen en Giacomo Agostini nam de leiding over om iedereen weer op minstens 1 ronde te rijden. In de vierde ronde slipte Carruthers en Angelo Bergamonti (Paton) en Percy Tait (fabrieks Triumph) vochten om de tweede plaats. Tait viel uit door een klemmende gasschuif en problemen met de schijfrem in zijn achterwiel en even later viel Bergamonti ook uit. Dat opende mogelijkheden voor enkele "oude" Britse eencilinders: Karl Auer nam de tweede plaats over met een Matchless G50 en achter hem reed een groepje met Godfrey Nash (Norton Manx), Theo Louwes (Norton Manx) en Billie Nelson met een tweecilinder Paton. Nelson wist de tweede plaats van Auer over te nemen toen het droger werd en hij het vermogen van de tweecilinder beter kon benutten. Louwes werd vierde.
| Pos | Coureur             | Merk             | Tijd      | Punten |
| --- | ------------------- | ---------------- | --------- | ------ |
| 1   | Giacomo Agostini    | MV Agusta        | 1:16"53'2 | 15     |
| 2   | Billie Nelson       | Paton            | +1 ronde  | 12     |
| 3   | Karl Auer           | Matchless        | +1 ronde  | 10     |
| 4   | Theo Louwes         | Norton           | +1 ronde  | 8      |
| 5   | Godfrey Nash        | Norton           | +1 ronde  | 6      |
| 6   | Gyula Marsovszky    | LinTo            | +2 ronden | 5      |
| 7   | André-Luc Appietto  | Paton            | +2 ronden | 4      |
| 8   | Steve Ellis         | LinTo            | +2 ronden | 3      |
| 9   | Dan Shorey          | Seeley-Matchless | +3 ronden | 2      |
| 10  | Walter Scheimann    | Norton           | +3 ronden | 1      |
| 11  | Jean-Claude Costeux | Aermacchi        |           |        |
| 12  | Patrick Lefevre     | Norton           |           |        |
| 13  | Jean-Pierre Naudon  | Matchless        |           |        |
| 14  | Thierry Tchernine   | Velocette        |           |        |

| Coureur           | Merk             | Oorzaak          |
| ----------------- | ---------------- | ---------------- |
| Jack Findlay      | LinTo            |                  |
| Kel Carruthers    | Aermacchi        | Val              |
| Percy Tait        | Triumph          |                  |
| Rob Fitton        | Norton           |                  |
| Alberto Pagani    | LinTo            |                  |
| Angelo Bergamonti | Paton            |                  |
| Keith Turner      | LinTo            |                  |
| Bosse Granath     | Seeley-Matchless | Seeley-Matchless |

| Coureur             | Merk                    | Oorzaak                 |
| ------------------- | ----------------------- | ----------------------- |
| Werner Bergold      | Matchless               |                         |
| Wolfgang Stropek    | MV Agusta               |                         |
| John Dodds          | LinTo                   |                         |
| Ross Hannan         | Norton                  |                         |
| Terry Dennehy       | Drixton-Honda           |                         |
| Gilbert Argo        | Matchless               |                         |
| Bohumil Staša       | ČZ                      |                         |
| Günter Fischer      | Matchless               |                         |
| Karl Hoppe          | Métisse-URS             |                         |
| Paul Eickelberg     | Norton                  |                         |
| Hannu Kuparinen     | Matchless               |                         |
| Osmo Hansen         | Matchless               |                         |
| Pentti Lehtelä      | Matchless               |                         |
| Alan Barnett        | Kirby-Métisse-Matchless | Kirby-Métisse-Matchless |
| Alan Lawton         | Norton                  |                         |
| Barry Scully        | Norton                  |                         |
| Brian Steenson      | Seeley-Matchless        |                         |
| Derek Woodman       | Seeley-Matchless        |                         |
| John Trevor Findlay | Norton                  |                         |
| John Williams       | Métisse-Matchless       |                         |
| Lewis Young         | Matchless               |                         |
| Malcolm Uphill      | Norton                  |                         |
| Maurice Hawthorne   | Matchless               |                         |
| Peter Darvil        | Norton                  |                         |
| Peter Williams      | Matchless               |                         |
| Phil O'Brien        | Matchless               |                         |
| Ron Chandler        | Seeley-Matchless        |                         |
| Selwyn Griffiths    | Matchless               |                         |
| Steve Jolly         | Seeley-Matchless        |                         |
| Steve Spencer       | Métisse-Matchless       |                         |
| Tom Dickie          | Kuhn-Seeley-Matchless   | Kuhn-Seeley-Matchless   |
| Emanuele Maugliani  | Norton                  |                         |
| Franco Trabalzini   | Paton                   |                         |
| Gilberto Milani     | Aermacchi               |                         |
| Paolo Campanelli    | Seeley-Matchless        |                         |
| Silvano Bertarelli  | Paton                   |                         |
| Ginger Molloy       | Bultaco                 |                         |
| Jack Lindh          | Seeley-Matchless        |                         |
| Endel Kiisa         | Vostok                  |                         |

### Top tien tussenstand 500cc-klasse
| Pos | Coureur          | Merk        | Ptn |
| --- | ---------------- | ----------- | --- |
| 1   | Giacomo Agostini | MV Agusta   | 45  |
| 2   | Gyula Marsovszky | LinTo       | 18  |
| 3   | Godfrey Nash     | Norton      | 14  |
| 4   | Karl Hoppe       | Métisse-URS | 12  |
| 4   | Billie Nelson    | Paton       | 12  |
| 6   | Jack Findlay     | LinTo       | 10  |
| 6   | Ginger Molloy    | Bultaco     | 10  |
| 6   | Karl Auer        | Matchless   | 10  |
| 9   | John Dodds       | LinTo       | 8   |
| 9   | Theo Louwes      | Norton      | 8   |

## 250cc-klasse
In Frankrijk nam Santiago Herrero in de derde ronde de leiding en stond die niet meer af. De strijd om de tweede plaats ging tussen Heinz Rosner (MZ), Rodney Gould (Yamaha) en Walter Villa, die Renzo Pasolini (herstellende van een sleutelbeenbreuk) verving en daarom een viercilinder Benelli had. Villa miste in de 13e ronde een bocht en viel even later uit met een defecte versnellingsbak, en uiteindelijk kreeg ook Gould versnellingsproblemen. Hij miste de 3e versnelling maar wist met veel handigheid toch voor Rosner te blijven. Drie ronden voor het einde brandde Rosner een gat in een zuiger en viel uit. Het gevecht om de derde plaats werd gewonnen door Kent Andersson.
| Pos | Coureur           | Merk            | Tijd      | Punten |
| --- | ----------------- | --------------- | --------- | ------ |
| 1   | Santiago Herrero  | Ossa            | 1:00"36'0 | 15     |
| 2   | Rodney Gould      | Yamaha          | +42'4     | 12     |
| 3   | Kent Andersson    | Yamaha          | +1"21'3   | 10     |
| 4   | László Szabó      | MZ              | +1"22'5   | 8      |
| 5   | Angelo Bergamonti | Aermacchi       | +1"26'3   | 6      |
| 6   | Frank Perris      | Suzuki          | +1"28'4   | 5      |
| 7   | Eugenio Lazzarini | Benelli         |           | 4      |
| 8   | Jean Auréal       | Yamaha          |           | 3      |
| 9   | Christian Ravel   | Yamaha          |           | 2      |
| 10  | Börje Jansson     | Kawasaki-Yamaha |           | 1      |

| Coureur      | Merk    | Oorzaak         |
| ------------ | ------- | --------------- |
| Heinz Rosner | MZ      | Zuiger          |
| Walter Villa | Benelli | Versnellingsbak |

| Coureur        | Merk    | Oorzaak  |
| -------------- | ------- | -------- |
| Renzo Pasolini | Benelli | Blessure |

| Coureur           | Merk      |
| ----------------- | --------- |
| Heinz Kriwanek    | Suzuki    |
| Eric Hinton       | Yamaha    |
| Jack Findlay      | Yamaha    |
| Kel Carruthers    | Benelli   |
| Gyula Marsovszky  | Yamaha    |
| František Šťastný | Jawa      |
| Karel Bojer       | ČZ        |
| Günter Bartusch   | MZ        |
| Dieter Braun      | MZ        |
| Klaus Huber       | Yamaha    |
| Lothar John       | Yamaha    |
| Reinhard Scholtis | Kawasaki  |
| Siegfried Lohmann | Suzuki    |
| Toni Gruber       | Yamaha    |
| Carlos Giró       | Ossa      |
| Martti Pesonen    | Yamaha    |
| Matti Salonen     | Yamaha    |
| Pentti Korhonen   | Yamaha    |
| Teuvo Länsivuori  | Yamaha    |
| Billie Guthrie    | Yamaha    |
| Billie Nelson     | Yamaha    |
| Chas Mortimer     | Yamaha    |
| Dave Simmonds     | Kawasaki  |
| Derek Chatterton  | Yamaha    |
| Dick Pipes        | Yamaha    |
| Frank Whiteway    | Suzuki    |
| Ian Richards      | Yamaha    |
| Jerry Lancaster   | Yamaha    |
| John Ringwood     | Yamaha    |
| Mick Chatterton   | Yamaha    |
| Phil Read         | Benelli   |
| Ray McCullough    | Yamaha    |
| Stan Woods        | Yamaha    |
| Tony Rutter       | Yamaha    |
| Gilberto Parlotti | Benelli   |
| Giuseppe Visenzi  | Yamaha    |
| Silvio Grassetti  | Yamaha    |
| Keith Turner      | Aermacchi |
| Gordon Keith      | Yamaha    |

### Top tien tussenstand 250cc-klasse
| Pos | Coureur           | Merk            | Ptn |
| --- | ----------------- | --------------- | --- |
| 1   | Kent Andersson    | Yamaha          | 37  |
| 2   | Santiago Herrero  | Ossa            | 30  |
| 3   | Frank Perris      | Suzuki          | 13  |
| 4   | Lothar John       | Yamaha          | 12  |
| 4   | Rodney Gould      | Yamaha          | 12  |
| 6   | Börje Jansson     | Kawasaki-Yamaha | 11  |
| 6   | Angelo Bergamonti | Aermacchi       | 11  |
| 8   | Klaus Huber       | Yamaha          | 10  |
| 9   | Martti Pesonen    | Yamaha          | 8   |
| 9   | László Szabó      | MZ              | 8   |

## 125cc-klasse
In Frankrijk vielen veel coureurs uit, en vooral de allersnelsten. Dieter Braun en Cees van Dongen namen na de start de leiding. Dave Simmonds startte heel slecht met zijn ex-fabrieks-Kawasaki. Van Dongen begon weg te lopen en Simmonds passeerde in de zesde ronde Braun, die uiteindelijk met motorpech uitviel. In de 12e ronde viel van Dongen ook uit en kwam Simmonds op kop te liggen. Zijn machine begon op één cilinder te lopen en hij moest de pit in om bougies te wisselen. Daarvan profiteerde Bo Granath die een prototype Yamaha YZ 623 tweecilinder had. Achter hem reden Heinz Rosner (MZ), Jean Auréal (prototype Yamaha) en Börje Jansson (Maico). Jansson viel in de 20e ronde en Rosner nam de kop van Granath over, maar Granath viel met een gebroken krukas uit en hetzelfde overkwam Rosner twee ronden later. Op die manier kón Auréal niet meer verliezen, hij had op de finish meer dan een minuut voorsprong op tweede man Dave Simmonds. Ginger Molloy (Bultaco) werd derde. Auréal was de eerste Franse GP-winnaar sinds Pierre Monneret in 1954. 
| Pos | Coureur               | Merk     | Tijd    | Punten |
| --- | --------------------- | -------- | ------- | ------ |
| 1   | Jean Auréal           | Yamaha   | 56"06'2 | 15     |
| 2   | Dave Simmonds         | Kawasaki | +1"00'6 | 12     |
| 3   | Ginger Molloy         | Bultaco  | +1"30'9 | 10     |
| 4   | Jacques Roca          | Derbi    | +1"41'9 | 8      |
| 5   | Jean-François Chaffin | Villa    | +1"45'7 | 6      |
| 6   | Pierre Viura          | Maico    | +1"46'1 | 5      |
| 7   | Daniel Crivello       | Maico    |         | 4      |
| 8   | Tommy Robb            | Bultaco  |         | 3      |
| 9   | Jean Campiche         | Honda    |         | 2      |
| 10  | Jim Curry             | Honda    |         | 1      |

| Coureur         | Merk   | Oorzaak |
| --------------- | ------ | ------- |
| Heinz Rosner    | MZ     | Krukas  |
| Dieter Braun    | Suzuki | Motor   |
| Cees van Dongen | Suzuki |         |
| Börje Jansson   | Maico  | Val     |
| Bosse Granath   | Yamaha | Krukas  |

| Coureur               | Merk      |
| --------------------- | --------- |
| Heinz Kriwanek        | Rotax     |
| Barry Smith           | Derbi     |
| John Dodds            | Aermacchi |
| Kel Carruthers        | Aermacchi |
| Bruno Veigel          | Honda     |
| Herbert Denzler       | Honda     |
| Eberhard Mahler       | MZ        |
| Friedhelm Kohlar      | MZ        |
| Günter Bartusch       | MZ        |
| Hartmut Bischoff      | MZ        |
| Thomas Heuschkel      | MZ        |
| Lothar John           | MZ        |
| Siegfried Lohmann     | MZ        |
| Walter Scheimann      | Villa     |
| Enrique Escuder       | Bultaco   |
| Ramón Galí            | Bultaco   |
| Pertti Leinonen       | Honda     |
| Seppo Kangasniemi     | MZ        |
| Bob Coulter           | Bultaco   |
| Carl Ward             | Honda     |
| Charles Garner        | Bultaco   |
| Chas Mortimer         | Villa     |
| Gary Dickinson        | Honda     |
| Jerry Lancaster       | Honda     |
| John Kiddie           | Honda     |
| John Shacklady        | Bultaco   |
| Steve Murray          | Honda     |
| Tom Loughridge        | Bultaco   |
| János Reisz           | MZ        |
| László Szabó          | MZ        |
| Francesco Villa       | Villa     |
| Giuseppe Mandolini    | Villa     |
| Silvano Bertarelli    | Aermacchi |
| Walter Villa          | Villa     |
| Jean-Louis Pasquier   | Bultaco   |
| Jan Huberts           | MZ        |
| Lous van Rijswijk jr. | Yamaha    |
| Ryszard Mankiewicz    | MZ        |
| Kent Andersson        | Maico     |

### Top tien tussenstand 125cc-klasse
| Pos | Coureur         | Merk     | Ptn |
| --- | --------------- | -------- | --- |
| 1   | Dave Simmonds   | Kawasaki | 27  |
| 2   | Jean Auréal     | Yamaha   | 15  |
| 2   | Cees van Dongen | Suzuki   | 15  |
| 4   | Ginger Molloy   | Bultaco  | 14  |
| 5   | Kent Andersson  | Maico    | 12  |
| 5   | Dieter Braun    | Suzuki   | 12  |
| 7   | Heinz Kriwanek  | Rotax    | 10  |
| 7   | Walter Villa    | Villa    | 10  |
| 9   | Enrique Escuder | Bultaco  | 8   |
| 9   | Lothar John     | MZ       |     |
| 9   | Jacques Roca    | Derbi    |     |

## 50cc-klasse
Op het Circuit Bugatti in Frankrijk was Aalt Toersen alweer als snelste weg op de net opgedroogde baan. Hij nam meteen 300 meter voorsprong op Ángel Nieto die hem ook niet meer kon bijhalen. Toersen won zijn derde race op rij. Jan de Vries vocht om de derde plaats met Barry Smith, maar viel met een gebroken zuiger uit. Smith was bijna zeker van de derde plaats, tot zijn motor begon over te slaan en Gilberto Parlotti (Tomos) hem voorbij ging. Die moest door benzinetekort vertragen waardoor Paul Lodewijkx derde werd. Parlotti werd toch nog vierde.
| Pos | Coureur              | Merk              | Tijd    | Punten |
| --- | -------------------- | ----------------- | ------- | ------ |
| 1   | Aalt Toersen         | Van Veen-Kreidler | 35"37'4 | 15     |
| 2   | Ángel Nieto          | Derbi             | +20'5   | 12     |
| 3   | Paul Lodewijkx       | Jamathi           | +1"45'6 | 10     |
| 4   | Gilberto Parlotti    | Tomos             | +1"49'6 | 8      |
| 5   | Rudolf Kunz          | Kreidler          | +2"00'0 | 6      |
| 6   | Barry Smith          | Derbi             | +2"02'0 | 5      |
| 7   | Jacques Roca         | Derbi             |         | 4      |
| 8   | Ludwig Faßbender     | Kreidler          |         | 3      |
| 9   | Janko-Florijan Štefe | Tomos             |         | 2      |
| 10  | Charly Dubois        | Kreidler          |         | 1      |

| Coureur         | Merk              | Oorzaak |
| --------------- | ----------------- | ------- |
| Cees van Dongen | Kreidler          |         |
| Jan de Vries    | Van Veen-Kreidler | Zuiger  |

| Coureur               | Merk          |
| --------------------- | ------------- |
| Jakob Unterladstätter | KTM           |
| Bruno Veigel          | Honda         |
| Herbert Denzler       | Kreidler      |
| Gerhard Thurow        | Kreidler      |
| Rudolf Schmälzle      | Kreidler      |
| Winfried Reinhard     | Reimo         |
| Juan Bordons          | Derbi         |
| Santiago Herrero      | Derbi         |
| André Millard         | Kreidler      |
| Arthur Lawn           | Honda         |
| Barrie Dickinson      | Garelli       |
| Chris Walpole         | Garelli       |
| Fran Redfern          | Honda         |
| Frank Whiteway        | Crooks-Suzuki |
| John Lawley           | Honda         |
| Luke Lawlor           | Derbi         |
| Stuart Aspin          | Meurs-Garelli |
| Eugenio Lazzarini     | Morbidelli    |
| Franco Ringhini       | Morbidelli    |
| Giovanni Lombardi     | Guazzoni      |
| Luigi Rinaudo         | Tomos         |
| Silvano Bertarelli    | Minarelli     |
| Jean-Louis Pasquier   | Derbi         |
| Jan Huberts           | Kreidler      |
| Jos Schurgers         | Kreidler      |
| Martin Mijwaart       | Jamathi       |
| Adrijan Bernetic      | Tomos         |
| Anton Kralj           | Tomos         |

### Top tien tussenstand 50cc-klasse
| Pos | Coureur              | Merk              | Ptn |
| --- | -------------------- | ----------------- | --- |
| 1   | Aalt Toersen         | Van Veen-Kreidler | 45  |
| 2   | Ángel Nieto          | Derbi             | 24  |
| 3   | Gilberto Parlotti    | Tomos             | 22  |
| 3   | Jan de Vries         | Van Veen-Kreidler | 22  |
| 5   | Barry Smith          | Derbi             | 15  |
| 6   | Paul Lodewijkx       | Jamathi           | 10  |
| 7   | Ludwig Faßbender     | Kreidler          | 8   |
| 7   | Winfried Reinhard    | Reimo             | 8   |
| 9   | Herbert Denzler      | Kreidler          | 7   |
| 10  | Rudolf Kunz          | Kreidler          | 6   |
| 10  | Janko-Florijan Štefe | Tomos             | 6   |
| 10  | Giovanni Lombardi    | Guazzoni          | 6   |

## Zijspanklasse
In Frankrijk experimenteerde Klaus Enders tijdens de trainingen met brandstofinjectie, maar in de race had hij weer carburateurs gemonteerd. Hij vocht vijftien ronden met Helmut Fath om de leiding, maar viel toen uit met een gebroken zuiger. Fath won met ruim een minuut voorsprong op Auerbacher/Hahn en Schauzu/Schneider.
| Pos | Coureur           | Bakkenist          | Merk             | Tijd      | Punten |
| --- | ----------------- | ------------------ | ---------------- | --------- | ------ |
| 1   | Helmut Fath       | Wolfgang Kalauch   | URS              | 53"44'7   | 15     |
| 2   | Georg Auerbacher  | Hermann Hahn       | BMW              | +1"02'2   | 12     |
| 3   | Siegfried Schauzu | Horst Schneider    | BMW              |           | 10     |
| 4   | Franz Linnarz     | Rudolf Kühnemund   | BMW              | +1 ronde  | 8      |
| 5   | Arsenius Butscher | Josef Huber        | BMW              | +1 ronde  | 6      |
| 6   | Max Hauri         | Heinz Hausamann    | BMW              | +2 ronden | 5      |
| 7   | Dick Hawes        | John Mann          | Seeley-Matchless |           | 4      |
| 8   | Joseph Duhem      | François Fernandez | BMW              |           | 3      |
| 9   | André Cailletet   | Jean-Paul Coquic   | BMW              |           | 2      |
| 10  | Stuart Applegate  | Rob Appleton       | BMW              |           | 1      |

| Coureur      | Bakkenist       | Merk | Oorzaak |
| ------------ | --------------- | ---- | ------- |
| Klaus Enders | Ralf Engelhardt | BMW  | Zuiger  |

| Coureur               | Bakkenist                  | Merk    |
| --------------------- | -------------------------- | ------- |
| Hans Hänni            | Kurt Barfuss               | BMW     |
| Jean-Claude Castella  | Albert Castella            | BMW     |
| Heinz Luthringshauser | Geoff Hughes               | BMW     |
| Helmut Lünemann       | Neil Caddow                | BMW     |
| Hermann Binding       | Helmut Fleck               | BMW     |
| Richard Wegener       | Adi Heinrichs              | BMW     |
| Jaakko Palomäki       | Jussi Ahlbäck              | BMW     |
| Kenneth Calenius      | Juhani Vesterinen          | BMW     |
| Leif Aurosell         | Jouko Ryhänen              | BMW     |
| Bill Copson           | Dane Rowe                  | BMW     |
| Dennis Keen           | Mac Witherspoon            | Triumph |
| Graham Milton         | John Thornton              | BMW     |
| Jack Philpott         | Bill Turrington            | Norton  |
| Jeff Gawley           | Frank Knights              | BSA     |
| Mick Potter           | John Fiddaman              | Triumph |
| Norman Hanks          | Rose Arnold                | BSA     |
| Peter Kielty          | V. Sherriffs               | Triumph |
| Stuart Applegate      | Rob Appleton               | BMW     |
| Tony Wakefield        | John Flaxman               | BMW     |
| Herman Oosterloo      | Karel Hermans              | BMW     |
| Ruben Bjarnemark      | Marianne Kjellmodin-Hansen | BMW     |

### Top tien tussenstand zijspanklasse
| Pos | Coureur              | Bakkenist        | Merk             | Ptn |
| --- | -------------------- | ---------------- | ---------------- | --- |
| 1   | Franz Linnarz        | Rudolf Kühnemund | BMW              | 20  |
| 2   | Arsenius Butscher    | Josef Huber      | BMW              | 16  |
| 3   | Klaus Enders         | Ralf Engelhardt  | BMW              | 15  |
| 3   | Helmut Fath          | Wolfgang Kalauch | URS              | 15  |
| 5   | Siegfried Schauzu    | Horst Schneider  | BMW              | 13  |
| 6   | Georg Auerbacher     | Hermann Hahn     | BMW              | 12  |
| 7   | Helmut Lünemann      | Neil Caddow      | BMW              | 8   |
| 8   | Jean-Claude Castella | Albert Castella  | BMW              | 6   |
| 9   | Max Hauri            | Heinz Hausamann  | BMW              | 5   |
| 9   | Dick Hawes           | John Mann        | Seeley-Matchless | 5   |
| 9   | Tony Wakefield       | John Flaxman     | BMW              | 5   |

1920 · 1921 · 1922 · 1923 · 1924 · 1925 · 1926 · 1927 · 1928 · 1929 · 1930 · 1931 · 1932 · 1933 · 1935 · 1936 · 1937 · 1938 · 1939 · 1949 · 1951 ·  1953 · 1954 · 1955 · 1958 · 1959 · 1960 · 1961 · 1962 · 1963 · 1964 · 1965 · 1966 · 1967 · 1969 · 1970 · 1972 · 1973 · 1974 · 1975 · 1976 · 1977 · 1978 · 1979 · 1980 · 1981 · 1982 · 1983 · 1984 · 1985 · 1986 · 1987 · 1988 · 1989 · 1990 · 1991 · 1992 · 1994 · 1995 · 1996 · 1997 · 1998 · 1999 · 2000 · 2001 · 2002 · 2003 · 2004 · 2005 · 2006 · 2007 · 2008 · 2009 · 2010 · 2011 · 2012 · 2013 · 2014 · 2015 · 2016 · 2017 · 2018 · 2019 · 2020 · 2021 · 2022 · 2023 · 2024 · 2025